# ABEMA
ABEMA是由AbemaTV股份有限公司負責運營的日本網路電視台，在電腦端和智慧手機端提供影片直播服務，2020年4月11日前的服務名為AbemaTV。AbemaTV股份有限公司由CyberAgent和朝日電視台出資組建。

## 網站簡介
2015年4月，株式會社AbemaTV成立。2016年3月1日起，部分頻道開始先行播出；4月11日，正式開台。
CyberAgent本想用自己的品牌名「Ameba」命名，但「Ameba TV」已由一家加拿大企業使用，故改為「AbemaTV」。
原本有播出一些略為性感的綜藝節目，自从2018年AbemaTV改變方針、禁止這類節目後逐漸消失，寫真偶像出演節目時的服裝亦施加了限制。
曾参加Comic Market及niconico超會議。2019年3月27日，與niconico成為合作夥伴。
2020年4月11日，迎來開台4周年，品牌名由「AbemaTV」更改為全大寫的「ABEMA」。

## 網站特徵
AbemaTV並非影片點播服務，而是和傳統電視台一樣分不同頻道，每個頻道按預定的節目表播出節目，中間也會播出廣告，部分節目播出後可點播回看。另設有視頻點播服務Abema Video（Abemaビデオ）及收費的會員服務Abema Premium（Abemaプレミアム）。播出時有不同清晰度，直播時可發布評論，回看時可倍速播放，手機應用提供節約模式以節省流量。2019年4月22日，開始對部分節目提供打賞功能。
除網站、Android及iOS應用外，還可經由Amazon Fire TV、Apple TV、Android TV等在電視上收看。
最初僅限日本國內收看，其他地方會因IP地址地區不同無法播放。2019年4月起，除中华人民共和国因審查制度等無法提供服務的國家外，開始面向全世界提供服務。
基礎設施同時使用Amazon.com的Amazon Web Services（AWS）及Google的Google雲端平台（GCP）。

## 運行環境
AbemaTV推薦運行環境。

### 智慧手機/平板電腦
- Android：Android 4.4+
- iPhone／iPad：配備iOS 9及以上系統的iPhone、iPad、iPad Air、iPad mini

### 電腦
- 操作系統：OS X 10.10及以上；Windows 8.1及以上
- 瀏覽器：Google Chrome最新版（Mac/Windows）、Safari最新版（Mac）、Microsoft Edge最新版（Windows）、Internet Explorer 11及以上（Windows）

### 電視機頂盒
- Chromecast[20]
- Amazon Fire TV[21]
- Apple TV（第四代）[22]
- Android TV[23]

## 頻道列表

### 現有常規頻道列表
| 頻道名              | 開播日期                  | 頻道簡介 |
| ------------------- | ------------------------- | --- |
| 新聞頻道 ABEMA News | 2016年3月1日              | 24小時播出的新聞頻道。除播放本台原創節目之外，也會播出部分全日本新聞網的新聞節目。 自2017年4月11日起，每週二至週六凌晨零點20分播出《報道Station》。                                                                                       |
| 特別頻道            | 2016年3月1日              | 主要負責播放直播節目、特別節目。 另外也播出原創節目《特命係長只野仁 AbemaTV原創》 和《派遣女公關·彩華》（ハケンのキャバ嬢・彩華） |
| 第二特別頻道        | 2016年4月11日             | |
| 黃金頻道            | 2016年4月11日             | |
| 影視頻道            | 2016年4月11日             | 2021年起，该频道开始播出各类电影作品。 2022年，戏剧频道正式更名为「影视频道」（ドラマ＆映画はチャンネル） |
| 韓流·華流           | 2016年12月5日             | |
| [ 29 ]              | 2017年6月18日             | |
| 真人秀頻道          | 2016年4月11日             | |
| MTV流行頻道         | 2016年4月11日             | |
| 紀錄片頻道          | 2016年3月1日              | |
| 廣告頻道            | 2016年8月8日              | 主要播放ABEMA所製作的廣告，該頻道不支持聊天室互動 |
| ABEMA动画频道       | 2018年4月1日              | 「动画24」「新作TV动画」频道合并后的频道，播出新作及人气作动画或相关特别节目，其中部分早于传统电视台播出。有时会临时加开「Abema动画2」、「Abema动画3」等频道。                                                                            |
| 动画LIVE            | 2018年4月1日              | 「深夜动画」频道的后继频道，主要播出深夜动画作品，也播出声优出演的原创综艺节目（如《与声优夜游》）及动画歌曲的演唱会等。 |
| 大家的动画          | 2018年4月1日              | 「怀旧动画」「家族动画」频道合并后的频道，播出相应种类的名作动画。 |
| 广告频道 CM         | 2016年8月8日              | 只播出在AbemaTV投放的赞助商广告，不可发布评论。 |
| AbemaRADIO          | 2017年12月1日             | 电台类频道，主要同步广播包括J-WAVE、文化放送在内，全国9个电台的音乐节目等，使得这些节目在电台播出地区之外也能收听；也制作及播出AbemaTV的原创节目。                                                                                        |
| 嘻哈街舞頻道        | 2017年1月1日              | |
| 武術頻道            | 2016年7月31日             | |
| 體育頻道 SPORTS     | 2016年3月1日 2017年8月1日 | |
| 高爾夫球頻道        | 2017年1月26日             | |
| 釣魚頻道            | 2016年3月1日              | 2019年4月起，可在日本以外收看。 |
| 將棋頻道            | 2017年2月1日              | 2019年4月起，可在日本以外收看。 |
| 麻將頻道            | 2016年3月1日              | 製作並播放日本各項麻將比賽，包括M聯盟、M錦標 (M.Tournament)、麻雀最強戰、日本系列賽等。以及自家麻將聯賽「藤田晋Invitational RTDリーグ」（逢星期一、四日本時間晚上9時首播）、「RTD Girl's Fight」。2019年4月起，部分內容可在日本以外收看。 |
| 海外版ABEMA NEWS    | 2019年2月25日             | 重编AbemaNews频道节目并转播的频道，主要面向因工作或旅行等不在日本的日本人。日本国内无法收看。 |

### 已結束播放頻道
紀錄片頻道 - 该频道已经与ABEMA特别频道合并

## 主要原創節目
- 桃色歌合戰
- オリジナル恋愛リアリティーショー系列（日语：オリジナル恋愛リアリティーショー）
- 想談一場偶像劇般的戀愛系列
- 別被狼君所欺騙系列

## 行銷廣告
- 桃色幸運草Z代言人(2018-)

### 出典
1. ↑  . AbemaTV.   [2016-06-08]. （原始内容存档于2016-05-26）.
2. ↑  『「AbemaTV」が12ch先行配信開始。サイバーエージェントのスマホで見るTV』 （页面存档备份，存于） - AV Watch 2016年3月1日
3. ↑  . AbemaTV.   [2016-06-08]. （原始内容存档于2016-05-29）.
4. ↑  「AbemaTV」（アベマTV）、なぜ「AmebaTV」じゃないの？ 藤田社長「正直言って、半分くらい後悔」 （页面存档备份，存于） - ITmedia NEWS・2016年4月13日
5. ↑  . AbemaTV.   [2016-04-07]. （原始内容存档于2016-04-14）.
6. ↑  . 藤田晋公式ブログ『渋谷ではたらく社長のアメブロ』.   [2016-04-13]. （原始内容存档于2016-04-12）.
7. ↑  . 東京スポーツ. 2018-04-02  [2019-08-18]. （原始内容存档于2019-05-11）.
8. ↑  . ハーバービジネスオンライン.   [2019-08-17]. （原始内容存档于2020-05-07）.
9. ↑  . ITmedia NEWS.   [2019-03-27]. （原始内容存档于2019-03-27） （日语）.
10. ↑  藤田晋.  (访谈). 2020-04-13  [2020-04-13].  AV Watch. （原始内容存档于2020-04-13）.
11. ↑  . ABEMA.   [2020-04-11]. （原始内容存档于2020-04-11） （日语）.
12. ↑  . 株式会社サイバーエージェント（2019年4月22日作成）.   [2019年4月23日]. （原始内容存档于2019年4月23日）.
13. ↑  .   [2019-10-16]. （原始内容存档于2019-10-16）.
14. ↑  . 週刊新潮（2019年4月25日作成）.   [2019年4月26日]. （原始内容存档于2020年5月7日）.
15. 1 2 3 4 5  . 株式会社サイバーエージェント（2019年4月18日作成）.   [2019年4月18日]. （原始内容存档于2019年4月18日）.
16. ↑  Abema TV Case Study （页面存档备份，存于） - Amazon Web Services
17. ↑  これを聴けばAbemaTVの中身がわかる？社内のPodcastの紹介 （页面存档备份，存于） - Wantedly・2016年7月19日
18. ↑  1周年を迎えたAbemaTVの動画配信の裏側 （页面存档备份，存于） - speakerdeck・2017年8月25日
19. ↑  .   [2017-09-25]. （原始内容存档于2017-09-25）.
20. ↑  .   [2017-09-26]. （原始内容存档于2017-09-26）.
21. ↑  .   [2017-09-26]. （原始内容存档于2017-09-26）.
22. ↑  .   [2017-09-26]. （原始内容存档于2017-09-26）.
23. ↑  .   [2017-09-26]. （原始内容存档于2017-09-26）.
24. ↑  .   [2017-09-26]. （原始内容存档于2017-09-02）.
25. ↑  .   [2017-09-26]. （原始内容存档于2019-02-15）.
26. ↑  2017年1月播出。2017年12月第二季預定播出。
27. ↑  朝日放送等共同製作。2017年10月9日預定播出。
28. ↑  .   [2017-09-26]. （原始内容存档于2017-09-26）.
29. ↑  .   [2017-09-26]. （原始内容存档于2017-09-26）.
30. 1 2 3  .   [2019-10-16]. （原始内容存档于2019-05-08）.
31. ↑  .   [2017-09-26]. （原始内容存档于2017-09-26）.
32. ↑  . 株式会社サイバーエージェント. 2016-07-27  [2016-07-31]. （原始内容存档于2016-09-23）.
33. ↑  .   [2017-09-26]. （原始内容存档于2017-08-01）.
34. ↑  .   [2017-09-26]. （原始内容存档于2017-09-26）.
35. ↑  .   [2017-09-26]. （原始内容存档于2017-09-26）.
36. ↑  . 株式会社サイバーエージェント（2019年2月25日作成）.   [2019-04-03]. （原始内容存档于2019-04-03）.

## 外部連接
- AbemaTV官方網站 （页面存档备份，存于）（日語）
- AbemaTV股份有限公司官網 （页面存档备份，存于）（日語）（英文）
- AbemaTV今日節目表的X（前Twitter）
  - AbemaTV動漫頻道的X（前Twitter）
  - AbemaTV麻將頻道的X（前Twitter）
  - AbemaTV將棋頻道的X（前Twitter）
- ABEMA的Facebook專頁
- ABEMA的Instagram帳戶
- YouTube上的ABEMA頻道

#invoke: Navbox